# Késői laskagomba
A késői laskagomba (Pleurotus ostreatus) az osztatlan bazídiumú gombák (Homobasidiomycetes) osztályának a kalaposgombák (Agaricales) rendjéhez, ezen belül a laskagombafélék (Pleurotaceae) családjához tartozó faj.

## Elnevezései
Népi nevei termőhelyére, színére, valamint termésének az idejére utalnak: fehér lasa (Gyergyó), feketehátú (Moldva), bükkfagomba  (Bánság, Csík), bükkfalasa (Kászon), bükkgomba (Beregi járás), fagygomba (Zemplén), kék törzsök (Máramaros), őszi lasagomba (Sóvidék), szürke lasa (Gyergyó).

## Megjelenése
Kalapja 5–15 cm átmérőjű, krémszínű, szürkéslila, kagyló alakú. A kalap felszíne fiatalon viaszos bevonatú, kékesszürke színű, ami később hússzínűre, vagy barnára változik. A lemezek fehéresek vagy sárgásak, szélesek, a tönk kezdetéig lefutnak. A spórapor eleinte fehér, később világos-ibolyás végül világos-barnás színű. A színtelen spórák hengeresek, végük lekerekített, hosszuk 10-12 µm, szélességük 3,5-4 µm. Húsa fehér, az idősebb példányok esetében rágós, szálkás. Illata taplószerű, íze lágy. Rövid, oldaltálló tönkje fehér, néha barnás, amellyel az élő, vagy elhalt lombhullató fákhoz kapcsolódik. Egyedei csoportosan, egymás fölött, csomókban, jellegzetes kagyló alakban jelennek meg.

## Élelmezési felhasználása
Általánosan elmondható, hogy az ehető és gyógyhatású gombák élelmezésben betöltött szerepe jelentős, táplálkozási értékük többrétű. A gomba fehérjében gazdag, egyszerű szénhidrát tartalma alacsony, miközben nagy molekulasúlyú szénhidráttartalma magas. Zsírokban szegény, antioxidánsokban gazdag. Hiányzik belőle a koleszterin, az A- és C-vitamin, viszont számottevő forrása a B-vitamin komplex egyes tagjainak (B2, B3, B5) és az ergoszterolnak (D2-vitamin provitaminja). Magas az élelmi rosttartalma.
A termesztett gombák beltartalma is megfelel a leírtaknak. Alacsony az energiatartalmuk és a glükóz tartalmuk (inkább mannitolt tartalmaznak), ezért alkalmas összetevői a diabetikus étrendnek. Alacsony emellett a nátrium koncentrációjuk, miközben sok káliumot és foszfort tartalmaznak és néhány vitamin (B2-vitamin és D-vitamin) forrásaként is szolgálnak.
| Fajta                                  | Nedvesség   | Nyers       | Nyers     | Szénhidrát  | Szénhidrát       | Nyers      | Hamu       | Energiatartalom |
| neve                                   | tartalom    | fehérje     | zsír      | (összesen)  | (nitrogénmentes) | rost       | tartalom   | (Kcal / 100g)   |
| -------------------------------------- | ----------- | ----------- | --------- | ----------- | ---------------- | ---------- | ---------- | --------------- |
| Késői laskagomba (Pleurotus ostreatus) | 73,7 – 90,8 | 10,5 – 30,4 | 1,6 – 2.2 | 57,6 – 81,8 | 48,9 – 74,3      | 7,5 – 8,7  | 6,1 – 9,8  | 345 – 367       |
| Kétspórás csiperke (Agaricus bisporus) | 78,3 – 90,5 | 23,9 – 34,8 | 1,7 – 8,0 | 51,3 – 62,5 | 44,0 – 53,5      | 8,0 – 10,4 | 7,7 – 12,0 | 328 – 368       |

Minden érték (kivéve a nedvességtartalmat) a gomba szárított súlyához viszonyított százalékos értékben került meghatározásra.

### Fehérjetartalom
A laskagomba szárazanyagtartalmának meghatározó részét (15,4 – 30%) fehérjék teszik ki. A gombák fehérjéinek aminosav összetétele az állati fehérjékel szinte teljesen megegyező, tehát fehérjéi teljes értékűek, a növényi fehérjéknél táplálkozási szempontból sokkal értékesebbek. A laskagomba különböző fajtái tartalmaznak minden esszenciális aminosavat, és táplálkozási szempontból előnyös, hogy a fehérjetartalmának majdnem teljesen egésze, több mint 90%-a emészthető fehérjékből áll. Vizsgálatok kimutatták, hogy a kalap, melynek fehérjetartalma egyébként is magasabb, mindig több emészthető fehérjét tartalmaz, mint a tönk. Az emészthető fehérjetartalom a gomba fejlettségétől is függ, a legtöbb emészthető fehérjét (93,7%) az 5 – 8 cm nagyságú kalapok tartalmazzák.

### Energiatartalom
A friss gombák termőteste átlagosan 90% vizet tartalmaz, vagyis minden kg friss gombában csak 10 dkg szárazanyag van. A késői laskagomba víztartalma 73,7 – 90,8% között van. A laskagomba energiatartalmát is jelentősen befolyásoló nyers-zsírtartalom nagyon alacsony, a szárazanyag 1,28 – 2,20%-át teszi ki. Emellett, ahogyan a gombák általában, a laskagomba sem tartalmaz koleszterint. A termőtestek (gombatest) szárazanyagtömegének jelentős alkotói a szénhidrátok, azonban az emberi szervezet által hasznosítható szénhidráttartalma elenyésző (a teljes szénhidráttartalom 32%-a), ilyen értelemben korszerű táplálék, és nem hizlal.

### Élelmi rosttartalom, emészthetőség

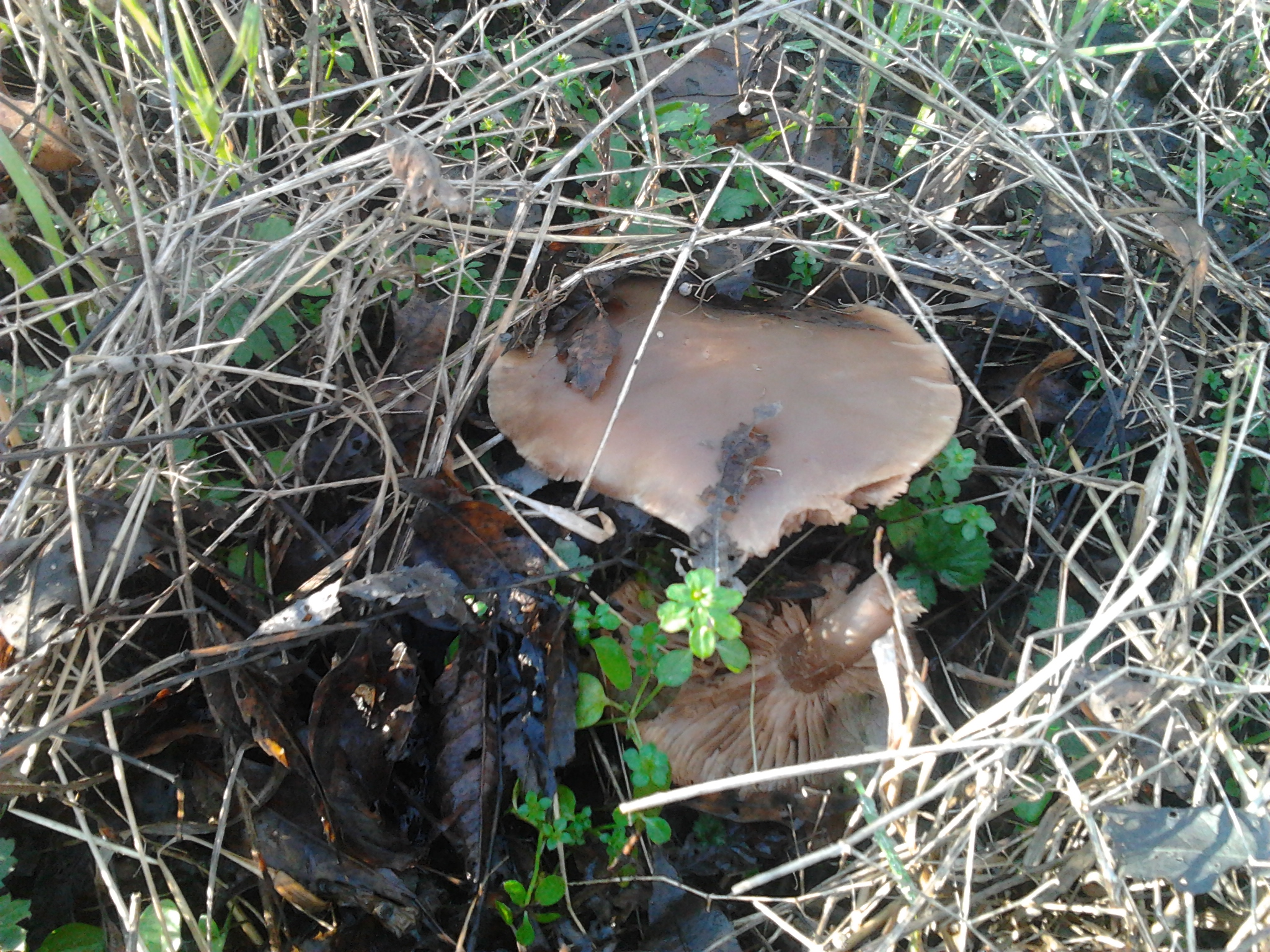
Késői laskagomba az Eger-patak mentén, Szihalomtól északnyugatra

Köztudott, hogy a gombák – így a laskagomba – sejtfala is tartalmaz kitint, amely az emberi szervezet által nehezen emészthető. Ez élelmezési szempontból előnyös is, meg nem is, hiszen így a gomba sokáig jóllakottság érzését biztosítja, azonban az arra érzékenyeknek emésztési kényelmetlenséget okozhat. Másrészt a kitin tanulmányok által bizonyítottan élelmi rostnak tekinthető, annak előnyös tulajdonságaival. Például fogyasztásával csökkenthető a vérkoleszterin szint, miután a kitin és a kitozán a béltraktusban csökkenti a felszívható koleszterin mennyiségét valószínűsíthetően azáltal, hogy azt magához köti azt.
Más nagygombák termőtesteivel összevetve a laskagomba kitintartalma az alacsonyabb tartományban helyezkedik el. A termesztett csiperkegombához képest fele annyi kitint tartalmaz. Kísérletekkel bizonyították, hogy kitintartalom a gomba életmódjával függ össze, a szaprofiton gombák (pl. csiperke) kitintartalma mindig magasabb, mint a farontó gombáké (pl. laskagomba, siitake). 
A laskagomba alacsony kitintartalma mellett az összes élelmi rosttartalma viszont nagyon magas (a szárazanyag-tartalom 33,4%-a), így fogyasztásával csökkenthető a rostszegény táplálkozás veszélye. Az élelmi rostoknak jelentős szerepe van az egészséges táplálkozásban, felnőttek esetében az ajánlott napi adagja 25 – 35 g.
A laskagombafélék esetében a poliszacharidok közül kiemelkedő jelentőségűek a glükánok. Különböző laskagomba fajtákban 2,9 – 5,3 g/kg (szárazanyagra számolva) értéket mértek. A glükánok a gombák egészségvédő vegyületei közé tartoznak.

### Vitamin-, és ásványi-anyag tartalom
A vadontermő és termesztett laskagomba fajták kémiai összetétele között jelentősebb különbség nincs, illetve a kontrollált termesztési körülményekből adódóan például toxikus elemekből (kadmium, króm, arzén) a termesztett gombák kevesebbet tartalmaznak. Meg kell említeni, hogy a laskagomba általában (a többi termesztett gombához képest) nem mutat jelentősebb toxikus elemfelvételi képességet.  Az ásványi elemek közül legjelentősebb a kálium- és foszfortartalom, viszont nátriumot igen kis mennyiségben tartalmaz. A laskagomba nátriumszintje a csiperkegombához képest is kifejezetten alacsony, hiszen a csiperke 3,5-szer több nátriumot tartalmaz, mint a laskagomba.
Elsősorban a B-vitamin csoport egyes tagjaiból (tiamin, riboflavin, niacin, folsav) tartalmaz említésreméltó mennyiségeket. A termesztett gombák B vitamin tartalmát összehasonlító vizsgálat azt mutatja, hogy a laskagomba általában jó B-vitamin forrás, mert a B1-, B3-vitaminból és folsavból is a többi gombánál nagyobb mennyiséget tartalmaz. A B1 és B2 és B5 vitamin azonban nem hőálló.

## Felhasználása a gyógyászatban
Számos ókori forrásban, így például a Védákban is említést tesznek a gombák orvosi felhasználásának jelentőségéről. A rómaiak a gombát az istenek eledelének hívták, míg a kínaiak az élet elixírjének tartották. A mai orvostudomány biokémiai elemzéssel igazolta az ókori feltevéseket, hogy a laskagomba fajok gyógyászati felhasználása megalapozott.
A laskagomba sejtfalát felépítő kitint a szervezet N-acetil-D-glükózaminná hidrolizálja, ami hatásosnak bizonyult az degeneratív ízületi elváltozások kezelésében, valamint sportolók ízület és porcerősítés céljából táplálékkiegészítőként is használják.
A szárított késői laskagombában 2,8%-ban található meg a magas koleszterinszint és a keringési megbetegedések kezelésére használt lovastatin. A lovastatint természetes módon tartalmazó késői laskagomba hatásosságát a koleszterinszint csökkentésben számos állatkísérlettel bizonyították.
Tartalmazza a pleuran nevű poliszacharidot, amelyet immunstimulánsként ismernek. A pleuran hatásosságát kimutatták az intenzív edzés során bekövetkező fehérvérsejt aktivitás csökkenés kezelésében, illetve egy 2011-es, 50 atlétán elvégzett, 3 hónapos kísérlet során kimutatták, hogy a késői laskagombából kivont pleuran csökkentette a felső légúti megbetegedések gyakoriságát és megnövelte az atléták vérében előforduló fehérvérsejtek számát.
Kísérlettel igazolták, hogy a késői laskagomba gátolja az egyes emlő- és vastagbélrák sejtek működését, ezért potenciális szerepe lehet ezen megbetegedések kezelésében, illetve megelőzésében.

## Élőhelye
A késői laskagomba a természetben az első deres, késő őszi éjszakák után nagy csoportokban jelenik meg. Kora tavasszal is előfordul, bár akkor ritkább. Szeptembertől márciusig a lombos és tűlevelű erdőkben, élő vagy elhalt fák ágain vagy tuskóján terem. Széles körben elterjedt az északi mérsékelt övben.

## Gyűjtése
A fiatal gombák kalapja alkalmasabb fogyasztásra, mivel ezek húsa még fehér és rugalmas. Az idősebb példányok húsa már szívóssá válik, ezért kevésbé ízletes.

## Termesztése
A laskagomba termesztése három fázisból áll: átszövetés (inkubáció), termőre fordítás és a termőtest növekedés. A további fázisok a ciklus ismétlését jelentik.